# Cristovao de Figueiredo
Cristóvão de Figueiredo (mort vers 1540) est un peintre portugais de la Renaissance.
Comme de nombreux autres peintres importants de son époque, il fut l'élève du maître Jorge Afonso à Lisbonne au XVIe siècle. Il travailla ensuite avec Francisco Henriques, Garcia Fernandes et Gregório Lopes à la réalisation de plusieurs retables de la ville.
Entre 1522 et 1533, il travailla au Monastère de la Sainte-Croix de Coïmbre et en 1533, il rejoignit à nouveau Garcia Fernandes et Gregório Lopes pour travailler à des retables pour le monastère de Ferreirim, près de Lamego.
Beaucoup de ses œuvres sont maintenant conservées au musée national d’Art ancien de Lisbonne et au musée Machado de Castro à Coimbra.

## Œuvres
- La Déposition du Christ, 1521-1530, huile sur panneau, 182 × 155 cm, Musée national d’Art ancien, Lisbonne
- Miracle de la Résurrection de Mancebo, 1525, huile sur bois de chêne, 106 × 141 cm, musée national Machado de Castro, Coimbra
- Triptyque la Passion du Christ, 1530, panneau central 57 × 40 cm ; panneaux latéraux 57 × 16 cm, Musée d'art ancien, Lisbonne
- La Sainte Trinité, 1530, huile sur bois de chêne, 150 × 93 cm, musée national Soares dos Reis, Porto
- La Déposition, vers 1530, huile sur panneau, 143 × 124 cm, Patriarcat de Lisbonne
- Exaltation de la Sainte Croix, vers 1530, huile sur panneau, musée national Machado de Castro, Coimbra
- Jésus enfant, chez les docteurs, 120 × 142 cm, Musée d'art ancien, Lisbonne

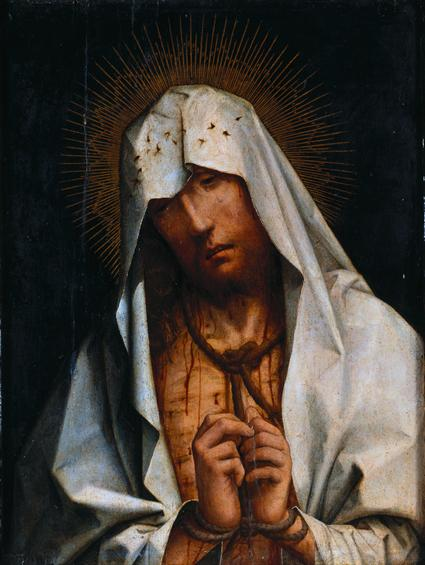
Ecce Homo Musée d'art ancien, Lisbonne
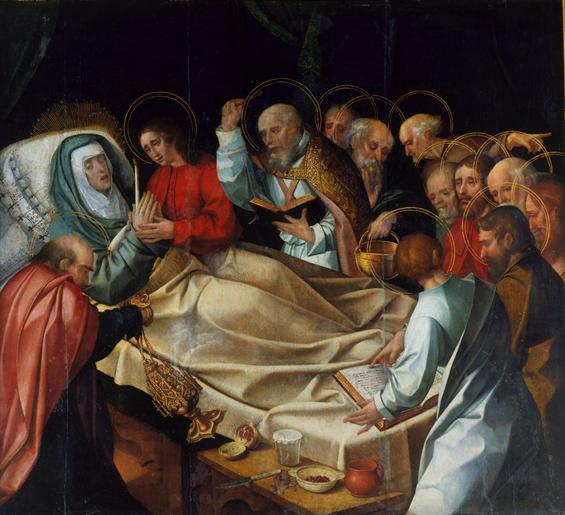
Dormition de la Vierge Musée d'art ancien, Lisbonne
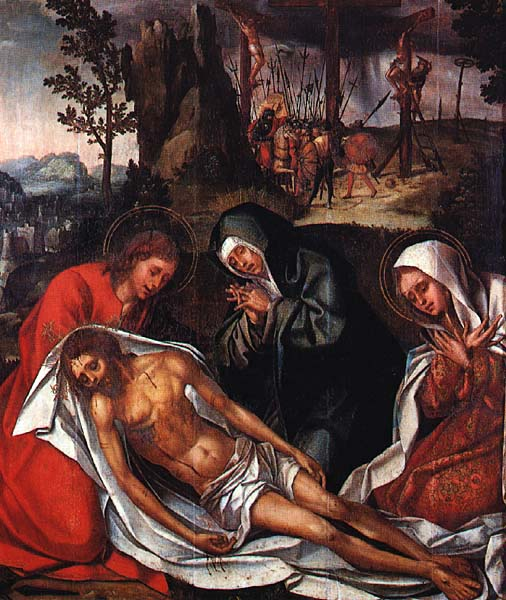
La Déposition, v.1530 Patriarcat de Lisbonne
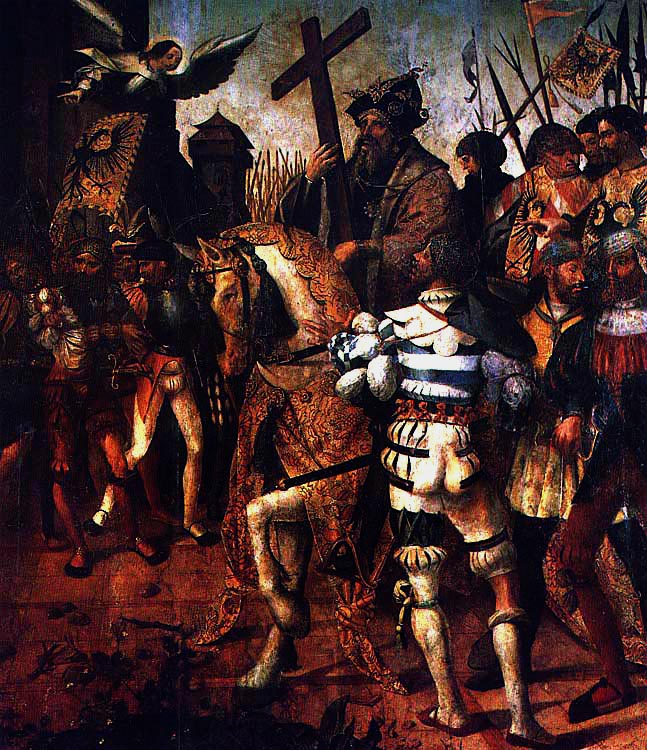
Exaltation de la Sainte Croix, vers 1530 Musée Machado de Castro, Coimbra
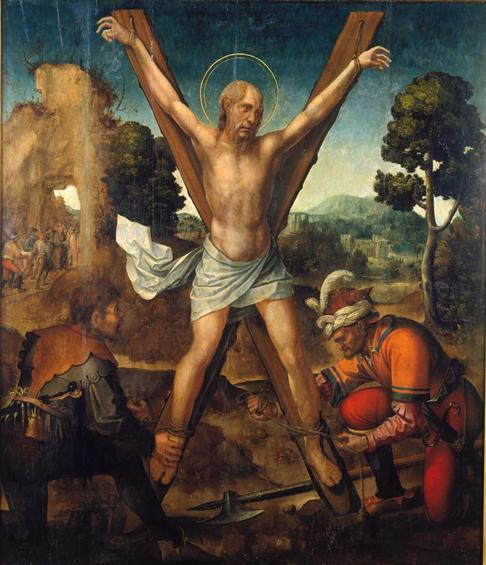
Martyre de saint André Musée d'art ancien, Lisbonne
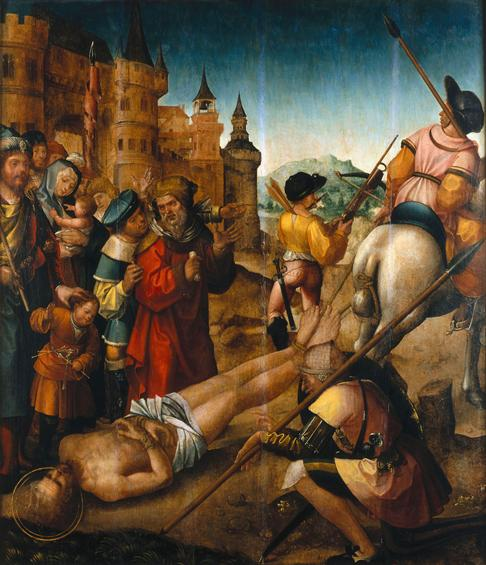
Martyre de saint Hippolyte Musée d'art ancien, Lisbonne
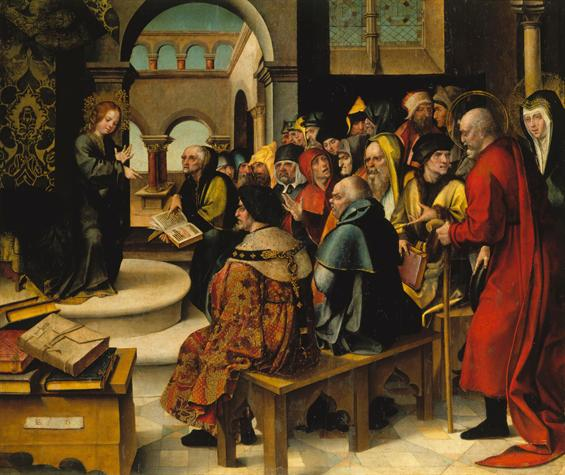
Jésus chez les docteurs Musée d'art ancien, Lisbonne
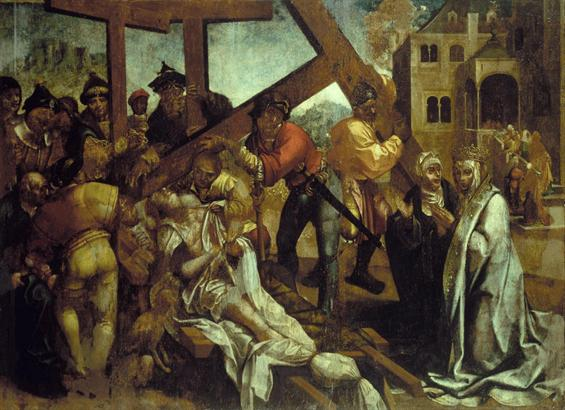
Résurrection de Mancebo, 1525 musée national Machado de Castro, Coimbra
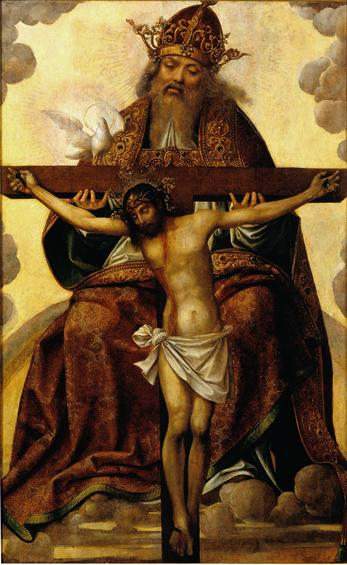
La Sainte Trinité, 1530 Musée Soares dos Reis, Porto